# Asena Rokomarama
Asena Rokomarama (1 de maio de 1988) é uma jogadora de rugby sevens fijiana.

## Carreira
Asena Rokomarama integrou o elenco da Seleção Fijiana Feminina de Rugbi de Sevens, na Rio 2016, que foi 8º colocada.